# Los Nogales (Lugo)
Los Nogales (oficialmente desde 1985 y en gallego As Nogais) es un municipio, parroquia y villa española de la provincia de Lugo, comunidad autónoma de Galicia, a 57 km de Lugo. Pertenece a la comarca de Los Ancares.

## Geografía
Integrado en la comarca de Los Ancares Lucenses, se sitúa a 54 km de la capital provincial. El término municipal está atravesado por la Autovía del Noroeste A-6 entre los pK 433 y 446, así como por la antigua carretera N-6. 
El municipio se extiende por las estribaciones meridionales de la sierra de Ancares y el valle que forma el curso alto del río Navia. Las alturas máximas se encuentra en la sierra de Ancares por el norte (en sierras pequeñas como Serra da Escrita, Monte da Pintinidoira y Monte do Lago Seco), que ascienden por encima de los 1200 m de altitud, y en las estribaciones de la Sierra del Piornal y de la Sierra de Rañadoiro, por el sur y el suroeste, que superan los 1300 m, llegando a los 1383 m en el Pico do Corvo. El fondo del valle del Navia transcurre entre los 500 y los 800 m. La altitud oscila por tanto entre los 1383 m en la sierra do Rañadoiro y los 500 m en la orilla del río Navia. El núcleo urbano se alza a 505 m sobre el nivel del mar.
| Noroeste: Becerreá            | Norte: Becerreá y Cervantes | Noreste: Cervantes             |
| Oeste: Becerreá y Triacastela |                             | Este: Cervantes                |
| Suroeste: Triacastela         | Sur: Pedrafita do Cebreiro  | Sureste: Pedrafita do Cebreiro |

Es un territorio extenso (112,4 km²), con una densidad de población muy reducida, inferior a los 15 hab./km².
Los inviernos son fríos y los veranos frescos, con una temperatura media anual de 9 °C y una oscilación térmica de 13 °C.

## Historia
Hubo asentamientos de cultura castreña, como los del castro de Vilabol, Vilaesteva y Quintá. Se sitúa aquí, posiblemente, la mansión romana de Ponte Naviae, de la calzada de Braga a Astorga. En el camino real que llevaba a Castilla, la parte más dura de la subida a Piedrafita comenzaba aquí. Esta entrada a Galicia era defendida por la torre de Doncos y los castillos de Doiras y Valcarce. En el siglo XIV, Doncos era propiedad del adelantado mayor de Galicia, García Rodríguez de Valcarce; en el siglo XV perteneció al conde de Ayala y a la condesa de Monterrey, pero en 1603, cuando era propiedad de Fernando de Toledo, figura ya como torre abandonada.
El beneficio eclesiástico correspondía a la casa y señorío de Torés, tenencia del marquesado de Camarasa. Parece que en el lugar de Santo André hubo un eremitorio, convertido en monasterio y rápidamente desaparecido.
Durante la Guerra de Independencia Española, las tropas francesas incendiaron Doncos y otros lugares. En 1835, los vecinos formaron una partida de voluntarios para perseguir a los carlistas.
Hasta la reforma de la nomenclatura municipal de 1916 el municipio se llamaba Nogales. En dicha fecha su nombre fue modificado por el de Los Nogales.

## Organización territorial
El municipio está formado por cincuenta y cuatro entidades de población distribuidas en nueve parroquias:
- Alence[9] (Santa Lucía)[8][10]
- Doncos (Santiago)
- Los Nogales (San Andrés)[9]
- Los Nogales (Santa María Magdalena)[8][9]
- Noceda (San Xoán)
- Nullán (San Cosme)[8][10]
- Quintá (San Pedro)
- Torés (San Xoán)
- Villadicente[9]

## Demografía
Cuenta con una población de 942 habitantes (INE 2024).
| Gráfica de evolución demográfica de As Nogais entre 1842 y 2021 |
| |
| Población de derecho según los censos de población del INE Población de hecho según los censos de población del INEEn este censo se denominaba Doncos: 1842 En estos censos se denominaba Nogales: 1857, 1860, 1877, 1887, 1897, 1900 y 1910 En estos censos se denominaba Los Nogales: 1920, 1930, 1940, 1950, 1960, 1970 y 1981. |

Parroquia y villa
Gráfica demográfica de la villa de Los Nogales y de la parroquia de Santa María Magdalena de los Nogales según el INE español:
| Gráfica de evolución demográfica de Los Nogales entre 2000 y 2020 |
|                                                                   |
| Datos según el nomenclátor publicado por el INE.                  |

## Economía
La población decrece rápidamente. El hábitat es concentrado, alrededor de los cursos de agua y de la carretera y con algunos núcleos dispersos. Más de la mitad se dedica al sector primario en explotaciones familiares reducidas. Destaca la ganadería de ganado vacuno. Los cultivos más importantes son los cereales (centeno, trigo y maíz), patatas y hortalizas. En los últimos años también se ha repoblado bastante el monte.
No hay industria y el sector terciario se dedica a la atención de los viajeros.

## Monumentos

### Iglesia parroquial de San Andrés de los Nogales
Es uno de los monumentos religiosos más importantes del municipio de Los Nogales y de la comarca de Los Ancares debido a la variedad de estilos artísticos que presenta: tiene una parte mozárabe del siglo IX, otra románica del siglo XII, otra posterior del siglo XIII y otra neoclásica pero de origen románico con restos prerrománicos. Declarada Bien de Interés Cultural (BIC) en 1995.

### Torre de Doncos
Torre medieval que vigila el paso natural de El Bierzo a Galicia. Declarada Bien de Interés Cultural (BIC) en 1995.

### Pazo de Doncos
Es un caserío rectangular de dos plantas del siglo XIX, de gusto neoclásico de diseño manifiestamente francés. Está cercado por un muro donde hay un portón por el que se accede a un espacio ajardinado. A la izquierda de la fachada tiene una capilla exenta, también de estilo neoclásico, y fuera del recinto, un palomar de planta circular. Fue construido por el primer y único conde de Villapún y vizconde de Outeiro, y se supone que la obra fue encargada a los ingenieros que construyeron el Camino Real, cuyo director era Carlos Lemaur.

### Hórreos
En el municipio se conservan siete hórreos, todos situados en la aldea de Doncos. Típicas de la región, son construcciones formadas por un armazón de madera sostenido por cuatro pilares y con el techo de paja. Se destinan a despensa y cuidado de productos agrícolas.